# Musikjahr 1908
Liste der Musikjahre

◄◄ | ◄ | 1904 | 1905 | 1906 | 1907 | Musikjahr 1908 | 1909 | 1910 | 1911 | 1912 | ► | ►►

Weitere Ereignisse
Dieser Artikel behandelt das Musikjahr 1908.

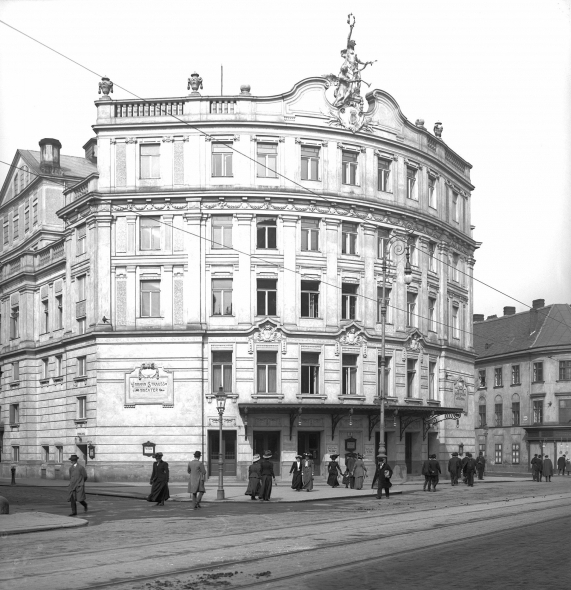
Das Johann Strauß-Theater um 1910.

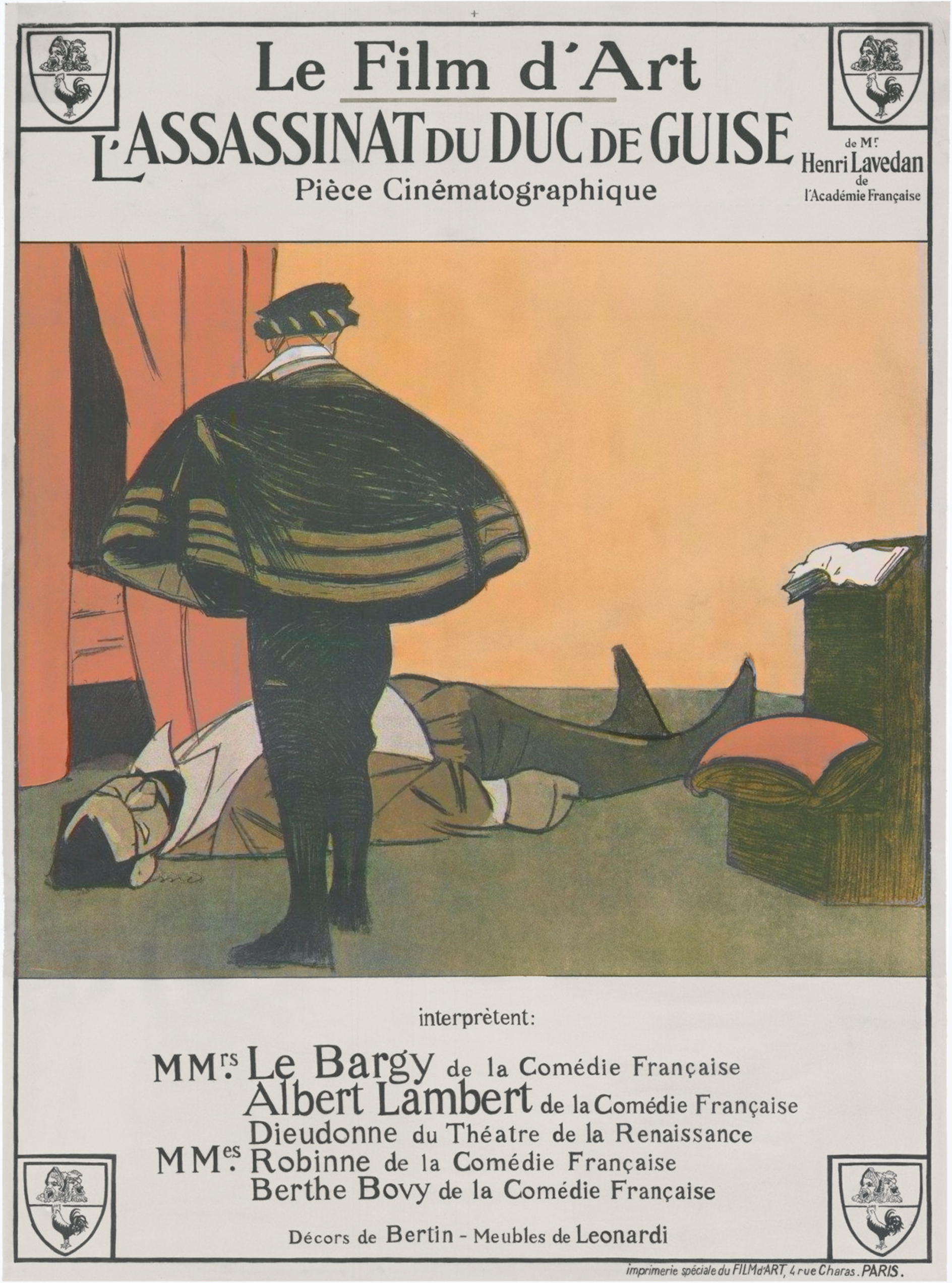
Filmplakat zum Film „L’Assassinat du Duc de Guise“ (Die Ermordung des Herzogs von Guise)

## Ereignisse
- 01. Januar: Neuer Dirigent der Metropolitan Opera in New York wird der österreichische Komponist Gustav Mahler.
- 02. Januar: Das dritte Buch der Tanzsuite Iberia. 12 novelles „impressions“ en quatre cahiers für Klavier von Isaac Albéniz wird im Pariser Haus der Mäzenin Winnaretta Singer uraufgeführt.
- 21. Januar: In Stockholm findet die Uraufführung des Kammerspiels Die Gespenstersonate von August Strindberg nach der gleichnamigen Sonate von Ludwig van Beethoven statt. Die Uraufführung floppt, das Stück wird erst vier Jahre nach dem Tod des Dichters ein Erfolg.
- 25. Mai: Mit Verdis Aida wird das Opernhaus Teatro Colón in Buenos Aires eröffnet.
- 04. Juni: Die Laeiszhalle wird in Hamburg eröffnet. Den Bau dieses Konzerthauses hat testamentarisch der Reeder Carl Laeisz als Mäzen ermöglicht.
- 30. Oktober: Auf dem Höhepunkt der Wiener Operette wird in Wien das Johann Strauß-Theater mit einer Bearbeitung der Operette Indigo und die 40 Räuber von Johann Strauss (Sohn) eröffnet.
- 16. November: Arturo Toscanini debütiert mit Giuseppe Verdis Aida in New York.
- 17. November: Der Stummfilm Die Ermordung des Herzogs von Guise nach dem Drehbuch von Henri Lavedan hat seine Uraufführung in Frankreich. Er wird als Meilenstein der Filmgeschichte betrachtet, weil erkennbar wird, dass ein Film an Inszenierung und Schauspiel neue Anforderungen stellt und weil er als erster Film mit einer Originalmusik, komponiert von Camille Saint-Saëns, aufwartet.

### Instrumentalmusik
- 05. März: Uraufführung des Orchesterstückes Rhapsodie espagnole von Maurice Ravel in Paris.
- 19. September: Uraufführung der 7. Sinfonie von Gustav Mahler in Prag.
- 30. September: Symbolisches Drama Der blaue Vogel von Maurice Maeterlinck in Moskau.
- 04. November: Uraufführung der Passacaglia op. 1 von Anton Webern im Wiener Musikverein
- 10. Dezember: In New York wird das Orchesterwerk Le Poème de l’Extase von Alexander Skrjabin uraufgeführt.
- 18. Dezember: Uraufführung von Children’s Corner von Claude Debussy mit dem Pianisten Harold Bauer in Paris
- Sept chansons de Clément Marot op. 15 von George Enescu.
- Salome, Bühnenmusik (Introduktion und Tanz der Salome) op. 90 von Alexander Konstantinowitsch Glasunow.
- Schauspielmusik zu Lysistrata von Aristophanes von Engelbert Humperdinck.
- Das Orchesterwerk Saga-Drøm (Sagatraum) op. 39 von Carl Nielsen entsteht.
- Maurice Ravel: Gaspard de la nuit für Klavier
- Carl Reinecke: Flötenkonzert D-Dur op. 283
- Auf den Hügeln der Mandschurei von Ilja Alexejewitsch Schatrow.
- Klaviertrio D-Dur op. 22 von Sergei Iwanowitsch Tanejew.
- Entflieht auf leichten Kähnen op. 2 von Anton Webern.

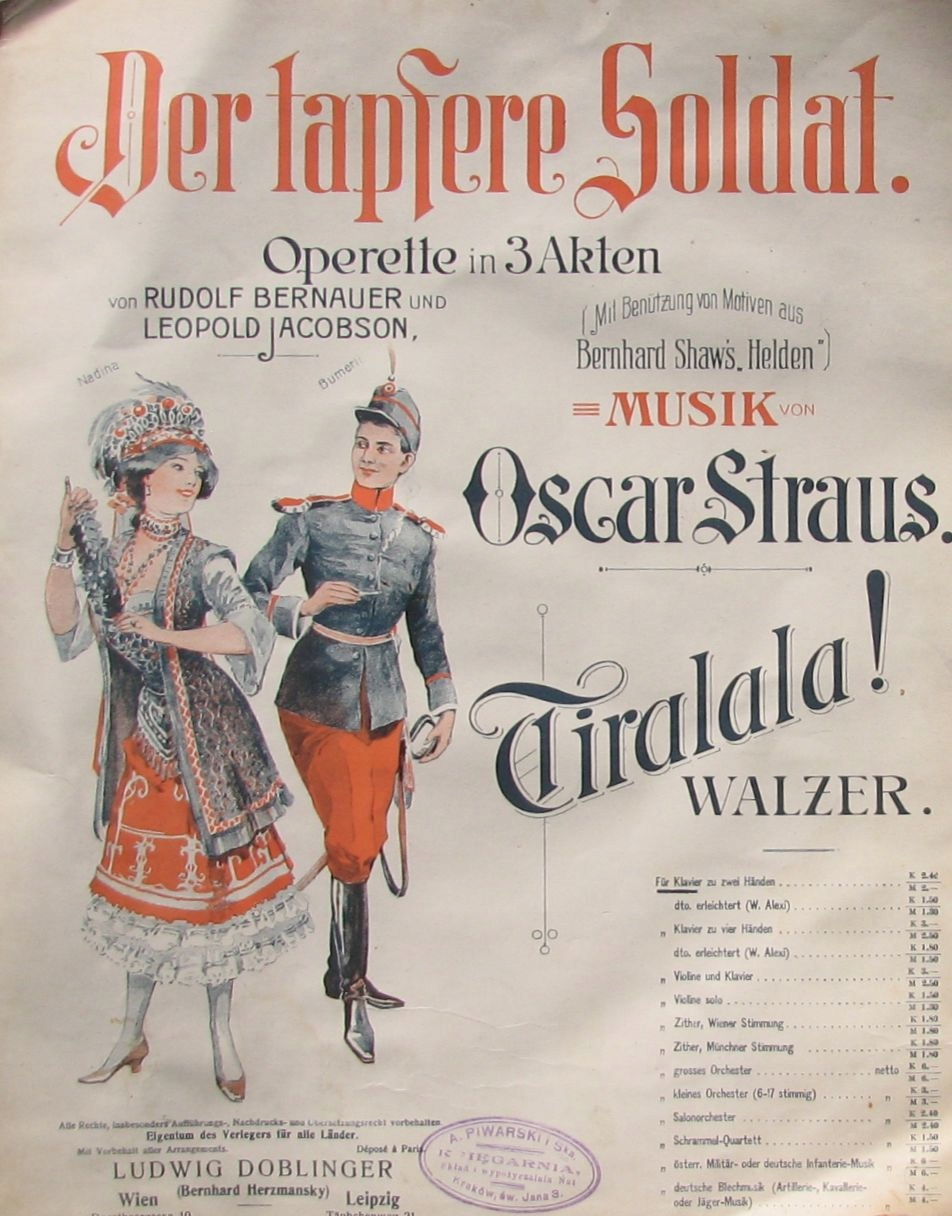
Oscar Straus – Der tapfere Soldat – Titelblatt des Notenheftes zum Trilala-Walzer

### Musiktheater
- 02. Januar: Uraufführung der Oper Ein Wintermärchen von Karl Goldmark in Wien.
- 21. Januar: Am Theater an der Wien in Wien erfolgt die Uraufführung der Operette Der Mann mit den drei Frauen von Franz Lehár.
- 25. Januar: Die Oper Leyli va Madschnun des aserbaidschanischen Komponisten Üzeyir Hacıbəyov wird am Bakuer Haji-Zeynalabdin-Tagiyev-Theater uraufgeführt. Sie basiert auf Fuzūlīs Fassung der populären Liebesgeschichte Leila und Madschnun.
- 01. März: Il Figlio del mare, lyrische Szenen in drei Akten von Giuseppe Cicognani, wird im Teatro La Fenice in Venedig uraufgeführt.
- 07. März: Das Opernfragment Die Bürgschaft eine von Franz Schubert im Jahr 1816 begonnene, aber niemals vollendete, Komposition wird konzertant in Wien erstmals aufgeführt. Vorhanden sind die ersten beiden Akte und der Anfang des dritten.
- 26. März: Uraufführung der Operette Die Grüne Redoute in Danzers Orpheum in Wien.
- 04. November: Uraufführung der Oper Versiegelt von Leo Blech in Hamburg.
- 07. November: Uraufführung der Operette Die lustigen Weiber von Robert Stolz in Brünn.
- 13. November: Die Operette Bub oder Mädel von Bruno Granichstaedten mit dem Libretto von Felix Dörmann und Adolf Altmann hat am Johann Strauß-Theater in Wien ihre Uraufführung.
- 14. November: Am Theater an der Wien in Wien findet die Uraufführung der Operette Der tapfere Soldat von Oscar Straus statt.
- 23. Dezember: Uraufführung der Operette Die geschiedene Frau von Leo Fall am Carl-Theater in Wien.
- In Wien wird die Operette Liebeswalzer von Carl Michael Ziehrer uraufgeführt.
- Ebenfalls in Wien wird die Operette Der Glücksnarr von Heinrich Berté uraufgeführt.

## Gründungen
- Harmonieorkest Staatsmijn Wilhelmina – Orchester der Staatsmine Wilhelmina

## Geboren

### Januar bis März
- 01. Januar: Karl Heinz Probsthain, deutscher evangelischer Vikar, Kirchenlieddichter,  Opfer der NS-Justiz († 1943)
- 06. Januar: Menachem Avidom, israelischer Komponist († 1995)
- 10. Januar: Giulio Cogni, italienischer Schriftsteller, Rassentheoretiker, Komponist und Musikkritiker († 1983)
- 10. Januar: Peter Fihn, deutscher Komponist und Dirigent († 1998)
- 12. Januar: Hermann Blasig, deutscher Opernsänger († unbekannt)
- 16. Januar: Ethel Merman, US-amerikanische Schauspielerin und Sängerin († 1984)
- 16. Januar: Josef Petrak, österreichischer Liedtexter und Komponist († 1979)
- 17. Januar: Heinz Marten, deutscher Oratorien-Tenor und Liedersänger († 1991)
- 20. Januar: Isadore Nathaniel Parker, US-amerikanischer Jazz-Trompeter († 2011)
- 22. Januar: Hammie Nixon, US-amerikanischer Blues-Musiker († 1984)
- 22. Januar: Melle Weersma, niederländischer Jazz- und Unterhaltungsmusiker (Piano, Komposition) († 1988)
- 25. Januar: Anton Stingl, deutscher Gitarreninterpret und -pädagoge († 2000)

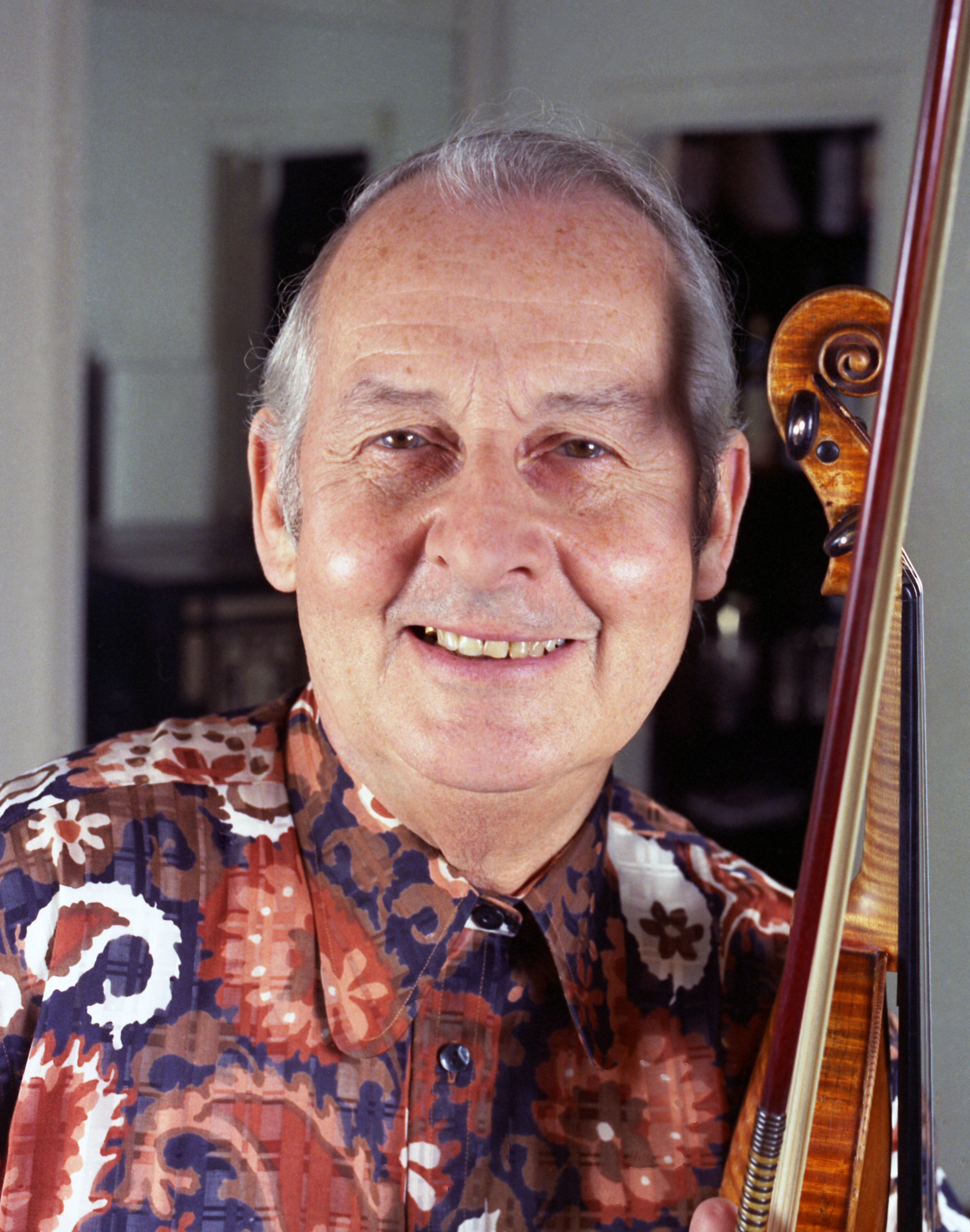
Stéphane Grappelli; * 26. Januar

- 26. Januar: Stéphane Grappelli, französischer Jazz-Violinist († 1997)

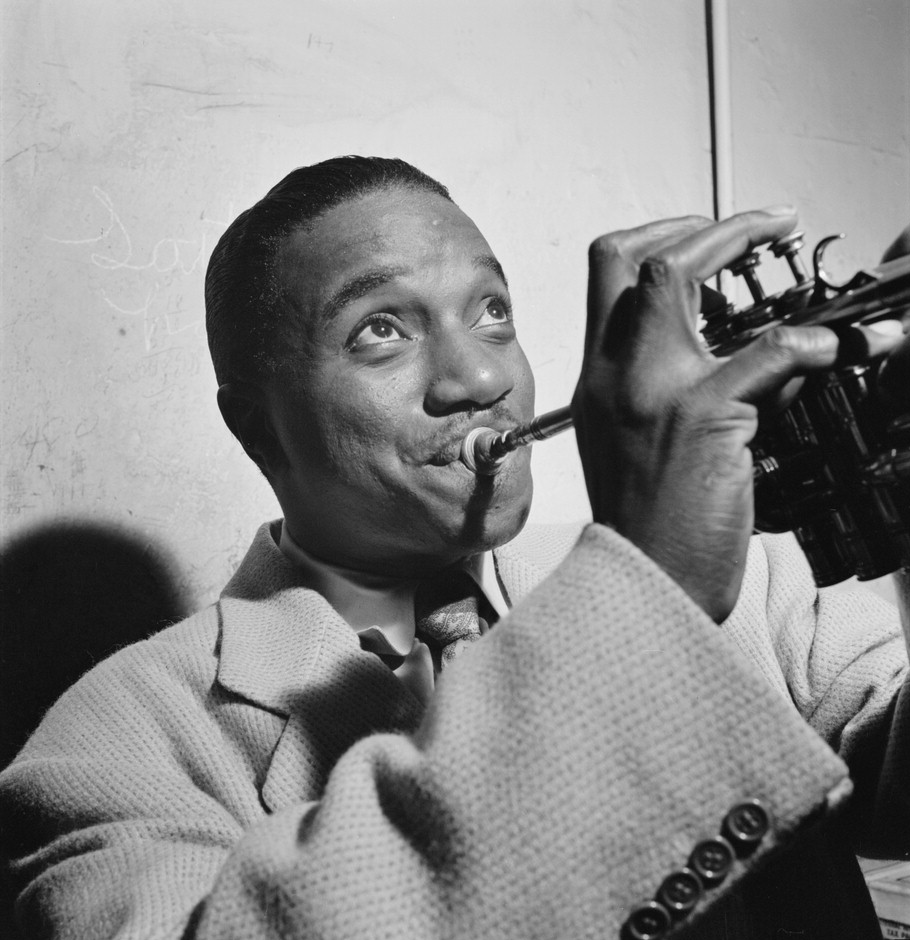
Hot Lips Page; * 27. Januar

- 27. Januar: Hot Lips Page, US-amerikanischer Jazzmusiker († 1954)
- 27. Januar: Trude Eipperle, deutsche Sopranistin († 1997)
- 31. Januar: Atahualpa Yupanqui, argentinischer Sänger, Songwriter, Gitarrist und Schriftsteller († 1992)
- 02. Februar: Pavel Šivic, slowenischer Komponist († 1995)
- 08. Februar: Antonio Machín, kubanischer Sänger († 1977)
- 10. Februar: Jean Coulthard, kanadische Komponistin und Musikpädagogin († 2000)
- 10. Februar: Boris Issaakowitsch Seidman, russischer Komponist und Hochschullehrer († 1981)
- 13. Februar: Gerald Strang, US-amerikanischer Komponist († 1983)
- 20. Februar: Heino Gaze, deutscher Komponist und Texter († 1967)
- 20. Februar: Jean-Marie Beaudet, kanadischer Dirigent, Pianist und Organist († 1971)
- 21. Februar: Alma Brock-Smith, US-amerikanisch-kanadische Pianistin und Musikpädagogin († 2009)
- 22. Februar: Albert Dietrich, deutscher Violinist, Bratschist und Musikpädagoge († 1979)
- 22. Februar: Paul Sixt, deutscher Kapellmeister († 1964)
- 24. Februar: Harry Brauner, rumänischer Musikethnologe († 1988)
- 26. Februar: Néstor Mesta Chayres, mexikanischer Sänger († 1971)
- 28. Februar: Carlos Lafuente, argentinischer Tangosänger, -komponist und -dichter († 1989)
- 03. März: Roberto Maida, argentinischer Tangosänger († 1993)
- 03. März: Riccardo Nielsen, italienischer Komponist und Musikwissenschaftler († 1982)
- 07. März: Josef Garovi, Schweizer Komponist († 1985)

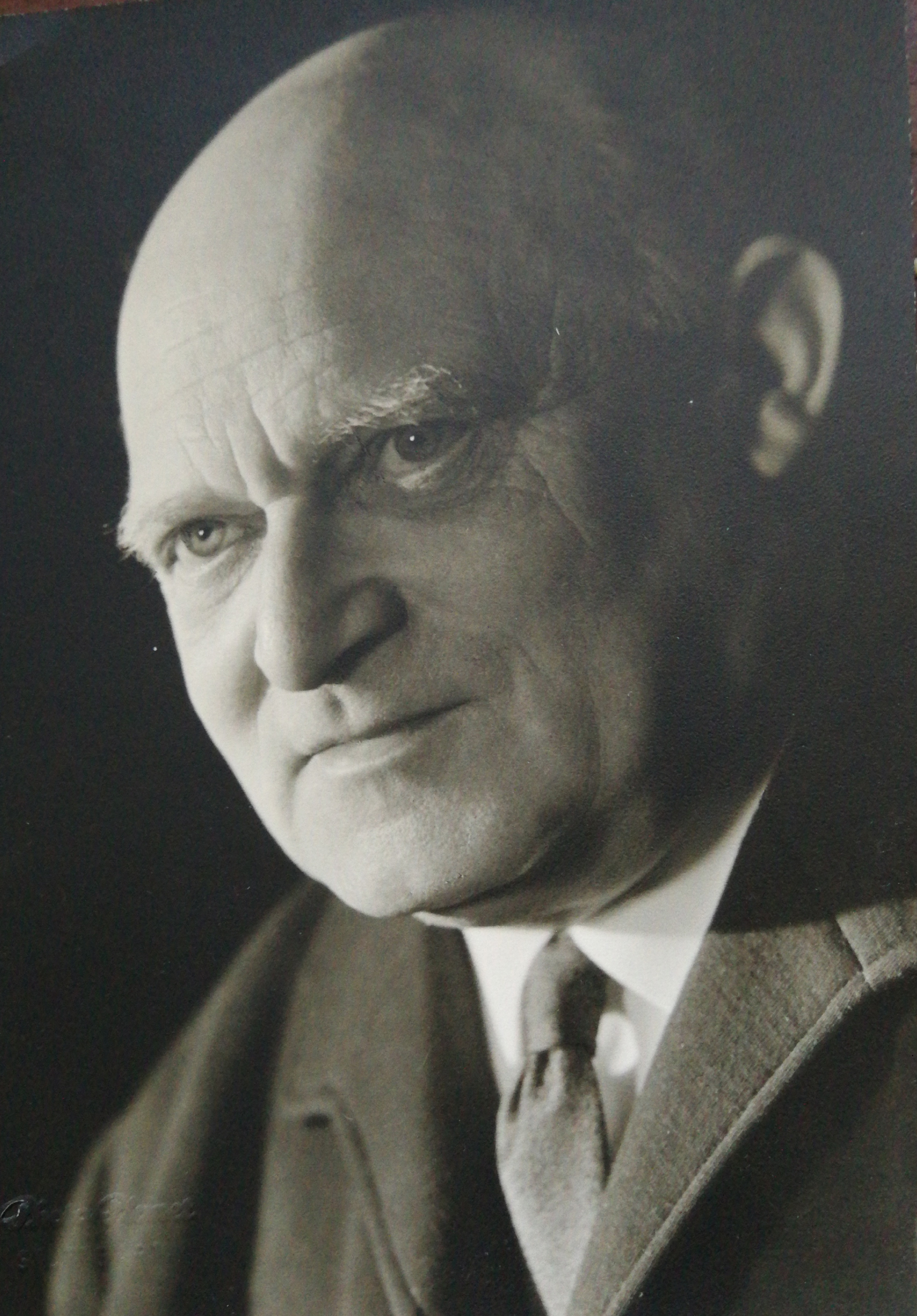
Günter Haußwald; * 11. März

- 11. März: Günter Haußwald, deutscher Musikwissenschaftler († 1974)
- 14. März: Nina Wassiljewna Pelzer, sowjetische Schauspielerin, Tänzerin und Tanzlehrerin († 1994)
- 14. März: Nikolai Petrowitsch Rakow, russischer Komponist († 1990)
- 15. März: Teodoro Fuchs, argentinischer Dirigent und Musikpädagoge († 1969)
- 18. März: Gabriel Ruiz, mexikanischer Komponist († 1999)
- 24. März: Birgit Åkesson, schwedische Tänzerin, Choreographin, Tanzpädagogin und Tanzforscherin († 2001)
- 28. März: Rahel Draber, niederländische Harfenistin († 1994)
- 30. März: Camille Schmit, belgischer Komponist († 1976)
- 31. März: Tilla Briem, deutsche Sängerin und Professorin († 1980)

### April bis Juni
- 02. April: Bernard Gavoty, französischer Musikkritiker, Musikwissenschaftler und Organist († 1981)
- 05. April: Helmut Koch, deutscher Dirigent und Chorleiter († 1975)

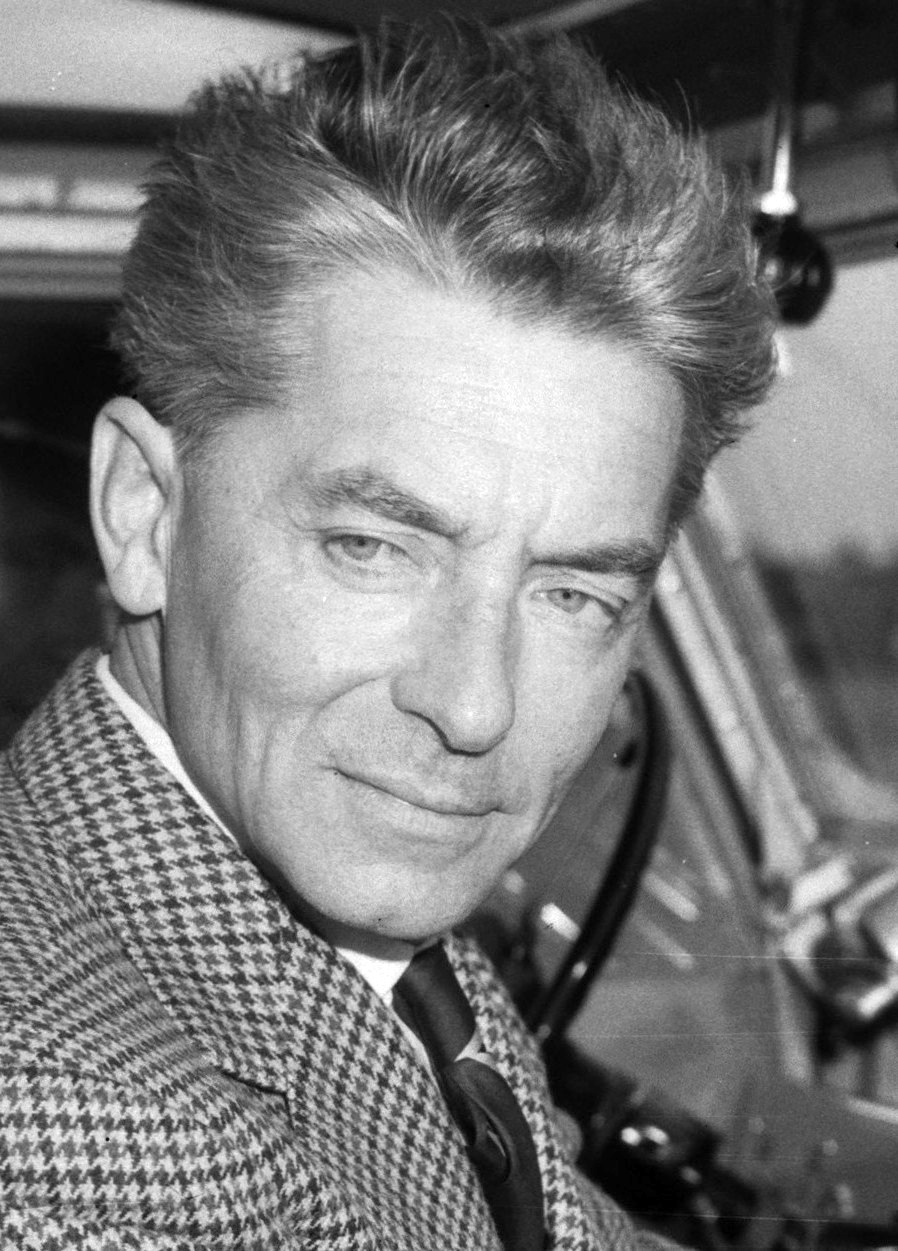
Herbert von Karajan; * 5. April

- 05. April: Herbert von Karajan, österreichischer Dirigent († 1989)
- 07. April: Percy Faith, US-amerikanischer Orchesterleiter († 1976)
- 08. April: Gottfried von Freiberg, österreichischer Hornist († 1962)
- 08. April: Tommy McClennan, US-amerikanischer Blues-Musiker († 1962)
- 08. April: Heinz Schubert, deutscher Komponist († 1945)
- 10. April: Bernard Piché, kanadischer Organist, Komponist und Musikpädagoge († 1989)
- 11. April: Karel Ančerl, tschechischer Dirigent († 1973)
- 12. April: Mercedes Carné, argentinische Schauspielerin und Tangosängerin spanischer Herkunft († 1988)
- 13. April: Bob Nolan, kanadischer Country-Sänger, Gründungsmitglied der Sons Of The Pioneers († 1980)
- 15. April: Eden Ahbez, US-amerikanischer Komponist († 1995)
- 16. April: Max Salpeter, englischer Geiger († 2010)

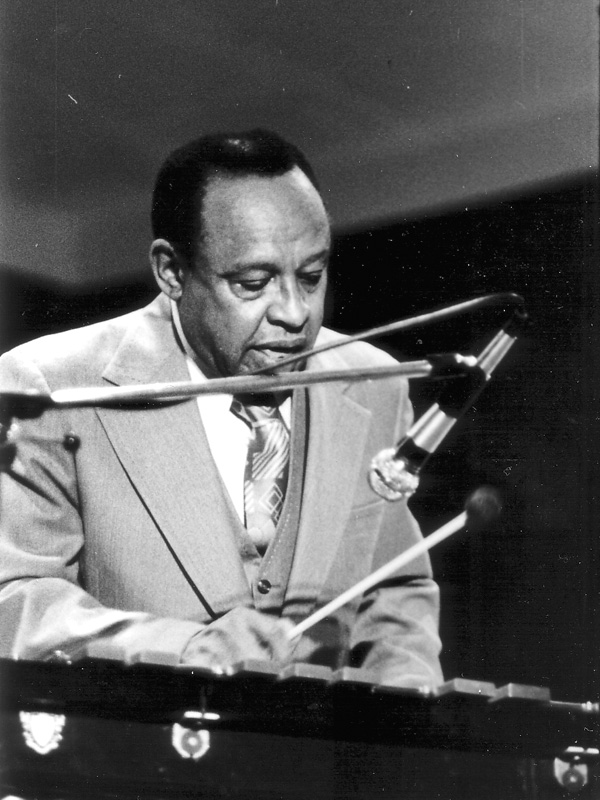
Lionel Hampton; * 20. April

- 20. April: Lionel Hampton, Bandleader, Jazzperkussionist und Vibraphonvirtuose († 2002)
- 20. April: Palani Subramania Pillai, indischer Perkussionist und Vertreter der Karnatischen Musik († 1962)
- 25. April: Carlos Posada Amador, kolumbianischer Komponist und Musikpädagoge († 1993)
- 01. Mai: Robert Seiler, deutscher Dirigent, Musikwissenschaftler und Musikpädagoge († 2000)
- 03. Mai: Alfred Hülgert, österreichischer Kammersänger und Schauspieler († 1953)
- 06. Mai: Necil Kâzım Akses, türkischer Komponist († 1999)
- 06. Mai: Vera Zahradnik, österreichisch-amerikanische Balletttänzerin († 1991)
- 09. Mai: Boris Roubakine, kanadischer Pianist und Musikpädagoge († 1974)
- 09. Mai: Edgar Schenkman, US-amerikanischer Dirigent und Musikpädagoge († 1993)
- 13. Mai: Edith Gerson-Kiwi, israelische Musikwissenschaftlerin († 1992)
- 13. Mai: Beveridge Webster, US-amerikanischer Pianist und Musikpädagoge († 1999)

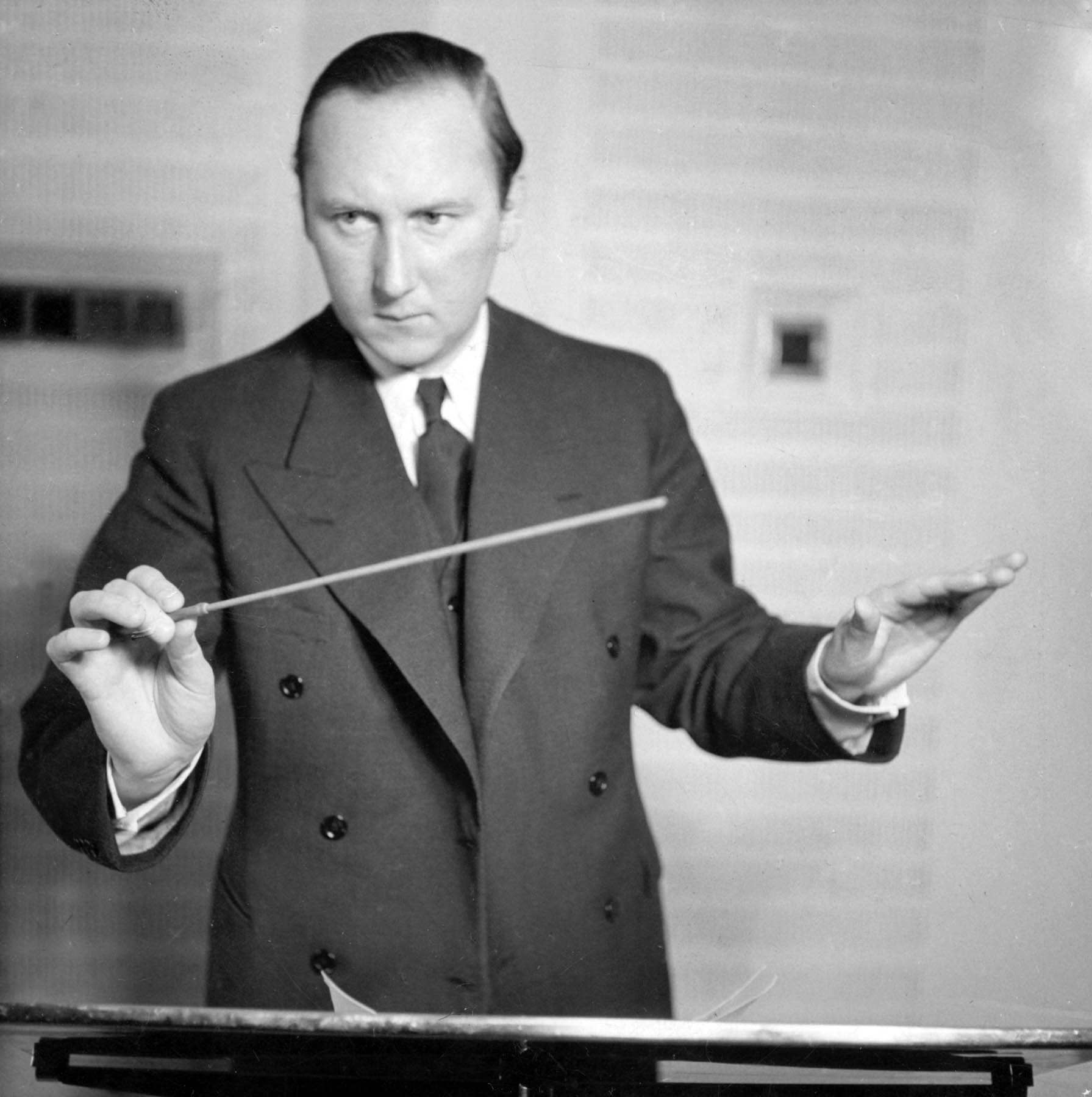
Lars-Erik Larsson; * 15. Mai

- 15. Mai: Lars-Erik Larsson, schwedischer Komponist († 1986)
- 19. Mai: Gianna Perea-Labia, italienische Sängerin (Sopran) († 1994)
- 20. Mai: Karel De Schrijver, belgischer Komponist und Professor († 1992)
- 21. Mai: Kenneth Meek, kanadischer Organist, Pianist, Cembalist, Chorleiter und Musikpädagoge englischer Herkunft († 1976)
- 21. Mai: Heinz Wehner, deutscher Jazzmusiker († 1945)
- 22. Mai: Victor Reinshagen, Schweizer Dirigent und Komponist († 1992)
- 24. Mai: Hans Andreae, Schweizer Pianist, Cembalist, Organist und Musikpädagoge († 1978)
- 25. Mai: Hanoch Avenary, israelischer Musikwissenschaftler († 1994)
- 27. Mai: Harold Rome, US-amerikanischer Komponist und Texter († 1993)
- 28. Mai: Helmut Fellmer, deutscher Kapellmeister und Chordirektor († 1977)
- 30. Mai: Lucien Martin, kanadischer Violinist und Dirigent († 1950)
- 02. Juni: Othar Turner, US-amerikanischer Fife-Musiker († 2003)
- 04. Juni: John Adaskin, kanadischer Cellist, Dirigent und Rundfunkproduzent († 1964)
- 04. Juni: Jan Zdeněk Bartoš, tschechischer Komponist († 1981)
- 04. Juni: Margot Dias, portugiesische Musikerin, Ethnologein und Dokumentarfilmerin († 2001)
- 04. Juni: Texas Ruby, US-amerikanische Country-Musikerin († 1963)
- 08. Juni: Margherita Carosio, italienische Opernsängerin († 2005)
- 11. Juni: Rolf Agop, deutscher Dirigent und Hochschullehrer († 1998)
- 15. Juni: Maria Carbone, italienische Opernsängerin und Gesangspädagogin († 2002)
- 20. Juni: Petronia Steiner, deutsche Dominikanerin, Pädagogin und Kirchenlieddichterin († 1995)
- 21. Juni: René Bianco, französischer Opernsänger (Bariton) († 2008)
- 24. Juni: Hugo Distler, deutscher Komponist und evangelischer Kirchenmusiker († 1942)
- 25. Juni: Fritz Huth, deutscher Hornist († 1980)
- 27. Juni: Paul Heer, deutsch-österreichischer Orgelbauer († 1988)
- 28. Juni: Juan Carlos Thorry, argentinischer Schauspieler und Regisseur, Tangosänger, -dichter und -komponist († 2000)
- 29. Juni: Leroy Anderson, US-amerikanischer Komponist († 1975)
- 29. Juni: René Gerber, Schweizer Komponist († 2006)
- 30. Juni: Al Benson, US-amerikanischer Radio-DJ, Musikpromoter und Labelbetreiber († 1978)
- 30. Juni: Eunice Norton, US-amerikanische Pianistin († 2005)

### Juli bis September
- 01. Juli: Peter Anders, deutscher Opernsänger († 1954)
- 02. Juli: Samuel Hersenhoren, kanadischer Geiger und Dirigent († 1982)
- 07. Juli: Odissei Dimitriadi, georgisch-sowjetischer Dirigent griechischer Abstammung († 2005)

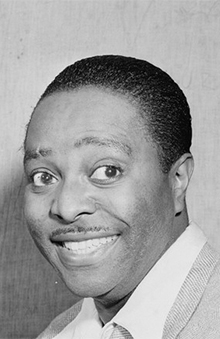
Louis Jordan; * 8. Juli

- 08. Juli: Louis Jordan, US-amerikanischer Saxophonist († 1975)
- 09. Juli: Takashi Asahina, japanischer Dirigent († 2001)
- 11. Juli: Juan Polito, argentinischer Tangopianist, Bandleader, Arrangeur und Komponist († 1981)
- 16. Juli: Else Brems, dänische Sängerin und Musikpädagogin († 1995)
- 17. Juli: Rudolf Petzold, britisch-deutscher Komponist und Musikpädagoge († 1991)
- 19. Juli: Aenne Michalsky, österreichische Opernsängerin († 1986)
- 20. Juli: Gunnar de Frumerie, schwedischer Pianist und Komponist († 1987)
- 21. Juli: Ljerko Spiller, argentinischer Geiger, Dirigent und Musikpädagoge († 2008)
- 22. Juli: José García, argentinischer Geiger, Bandleader, Musikpädagoge und Tangokomponist († 2000)
- 23. Juli: Walther Wünsch, österreichischer Musikwissenschaftler, Hochschullehrer, Musikpädagoge, Musikschuldirektor, Geiger und Bratschist († 1991)
- 25. Juli: Semmangudi Srinivasa Iyer, indischer Sänger der Karnatischen Musik († 2003)
- 26. Juli: Børge Ralov, dänischer Balletttänzer und Choreograph († 1981)
- 30. Juli: Lulu Basler, deutsche Sängerin und Schauspielerin († 1967)
- 01. August: Elsa Oehmigen, deutsche Straßenmusikerin († 1995)
- 04. August: Wilhelm Keilmann, deutscher Pianist, Kapellmeister und Komponist († 1989)
- 04. August: Inger Karén, erste Altistin an der Staatsoper Dresden († 1972)
- 08. August: Alfredo Núñez de Borbón, mexikanischer Geiger und Komponist († 1979)
- 12. August: Nina Wladimirowna Makarowa, russische Komponistin († 1976)
- 14. August: Karl Wessely, deutscher Opernsänger († 1946)
- 16. August: Orlando Cole, US-amerikanischer Cellist und Musikpädagoge († 2010)
- 17. August: Kurt Hessenberg, deutscher Komponist und Musikpädagoge († 1994)
- 18. August: Víctor Cruz, kubanischer Sänger, Bassist und Komponist; Pionier kubanischer und lateinamerikanischer Musik in Deutschland († 1998)
- 18. August: Ernesto Famá, argentinischer Tangosänger und -komponist († 1984)
- 18. August: Milan Ristić, serbischer Komponist und Pianist († 1982)
- 25. August: Walburga Wegner, deutsche Opernsängerin († 1993)
- 31. August: Conrad Baden, norwegischer Komponist und Organist († 1989)
- 05. September: Joseph Bopp, Schweizer Flötist und Komponist († 1982)
- 06. September: Sara Barkin, kanadische Sängerin und Pianistin († 2002)
- 10. September: Heinrich Schüchner, deutscher Violoncellist und Musikpädagoge († 2006)
- 12. September: Alexandr Naumowitsch Dolschanskij, sowjetischer Musikwissenschaftler († 1966)
- 17. September: Franz Grothe, deutscher Komponist († 1982)
- 23. September: Josef Wagner, österreichischer Komponist († 1986)
- 28. September: Marin Goleminow, bulgarischer Komponist († 2000)

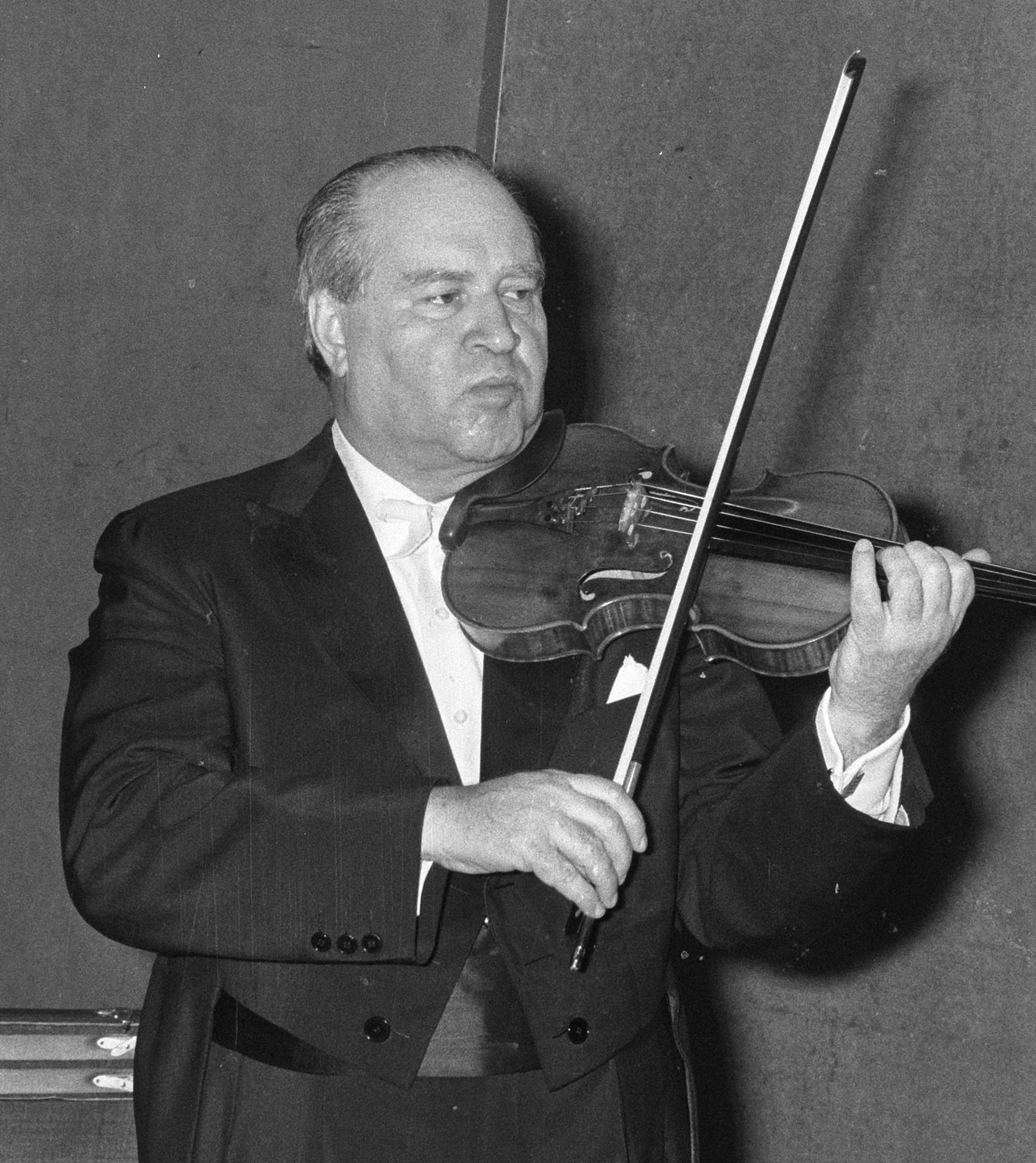
David Oistrach; * 30. September

- 30. September: David Oistrach, russischer Geiger († 1974)

### Oktober bis Dezember
- 01. Oktober: Herman D. Koppel, dänischer Pianist und Komponist († 1998)
- 05. Oktober: Paul-Émile Corbeil, kanadischer Sänger und Gesangspädagoge, Rundfunkproduzent und Schauspieler († 1965)
- 06. Oktober: Warner Seelig Bass, deutsch-US-amerikanischer Musiker († 1988)
- 08. Oktober: Paul Yoder, US-amerikanischer Komponist und Professor († 1990)
- 13. Oktober: Enrique de Marchena y Dujarric, dominikanischer Komponist und Diplomat († 1988)
- 16. Oktober: Zbigniew Turski, polnischer Komponist und Dirigent († 1979)

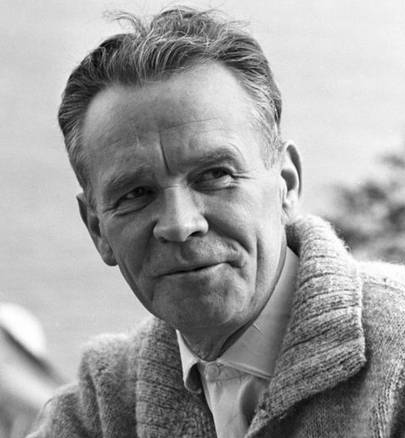
Geirr Tveitt; * 19. Oktober

- 19. Oktober: Geirr Tveitt, norwegischer Komponist und Pianist († 1981)
- 20. Oktober: Stuart Hamblen, US-amerikanischer Country-Musiker († 1989)
- 21. Oktober: Howard Ferguson, irischer Komponist († 1999)
- 22. Oktober: Zygmund Przemyslaw Rondomanski, US-amerikanischer Komponist († 2000)
- 28. Oktober: Jaime Silva Filho, portugiesischer Pianist, Dirigent und Filmkomponist († 1970)
- 29. Oktober: Vicent Asencio i Ruano, spanisch-valencianischer Komponist († 1979)
- 29. Oktober: Rollie Culver, US-amerikanischer Jazzmusiker (Schlagzeug) († 1984)
- 30. Oktober: Franco Margola, italienischer Komponist und Musikpädagoge († 1992)
- 30. Oktober: Patsy Montana, US-amerikanische Countrysängerin († 1996)
- 02. November: Bunny Berigan, US-amerikanischer Jazztrompeter († 1942)
- 06. November: Tadeusz Wilczak, polnischer Dirigent († 1956)
- 11. November: Myron Schaeffer, US-amerikanischer Komponist, Musikwissenschaftler und Musikpädagoge († 1965)
- 19. November: Jean-Yves Daniel-Lesur, französischer Organist und Komponist († 2002)
- 20. November: Hans Kindler, deutscher Kapellmeister und Generalmusikdirektor († 1994)
- 21. November: Francisco Simó Damirón, dominikanischer Pianist und Komponist († 1992)
- 26. November: Jimmy Davidson, kanadischer Bandleader, Jazzkornettist und -sänger († 1978)
- 29. November: Paul Kühmstedt, deutscher Komponist und Dirigent († 1996)
- 03. Dezember: Herbert Haag, deutscher Organist und Kirchenmusiker († 1977)
- 06. Dezember: Nicholas Goldschmidt, kanadischer Dirigent, Musikpädagoge, Pianist und Sänger († 2004)
- 07. Dezember: Slim Bryant, US-amerikanischer Country-Musiker († 2010)

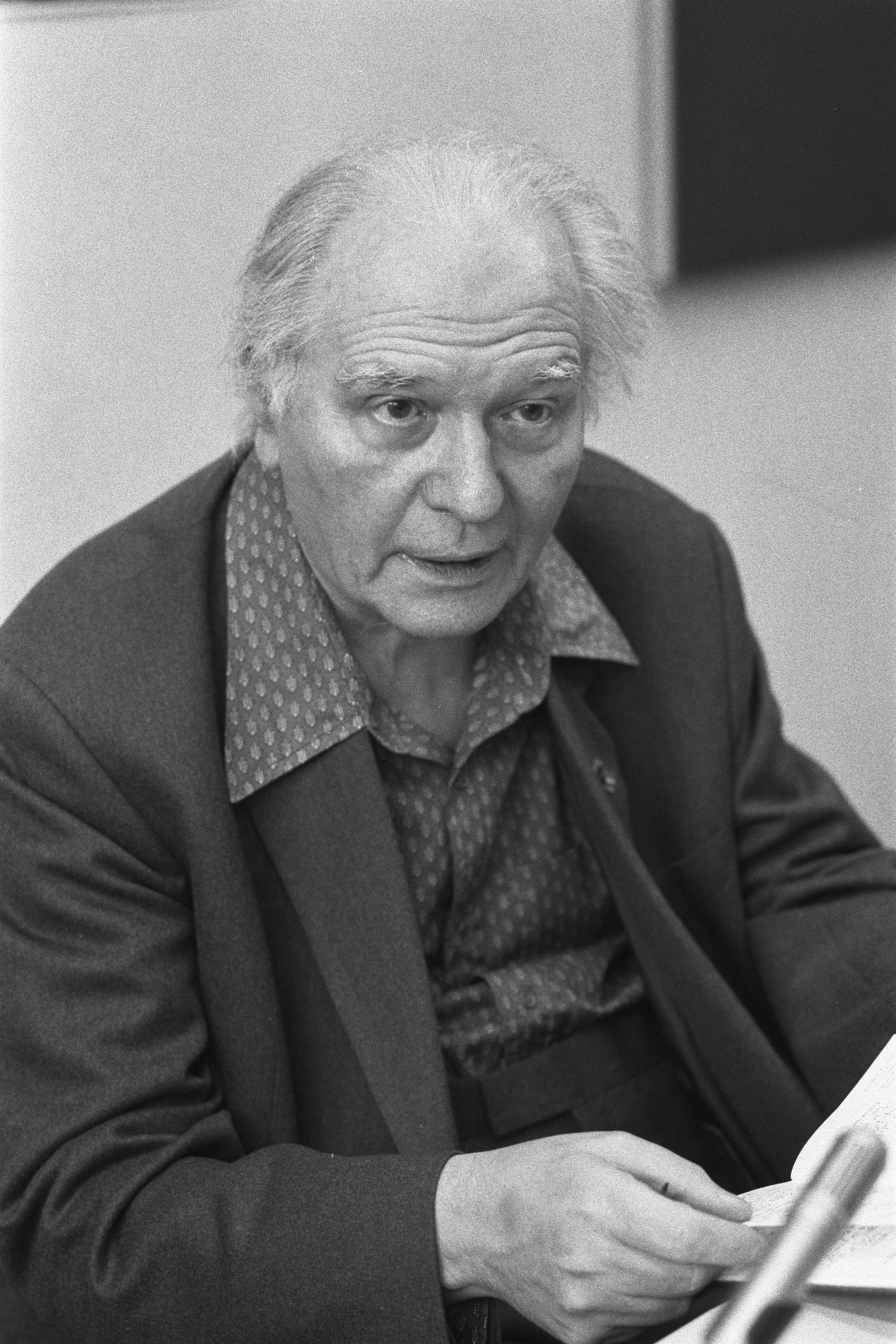
Olivier Messiaen; * 10. Dezember

- 10. Dezember: Olivier Messiaen, französischer Komponist und Organist († 1992)
- 11. Dezember: Elliott Carter, US-amerikanischer Komponist († 2012)
- 13. Dezember: Victor Babin, russisch-amerikanischer Pianist und Komponist († 1972)
- 13. Dezember: Vincenzo Vitale, italienischer Pianist und Musikpädagoge († 1984)
- 24. Dezember: Ewa Stojowska, österreichisch-ungarische, später polnische Sängerin, Schauspielerin, Theaterregisseurin, Widerstandskämpferin und Holocaustüberlebende († 1996)
- 27. Dezember: Santiago Devin, argentinischer Tangosänger († 1950)

### Genaues Geburtsdatum unbekannt
- Laelia Goehr, russisch-jüdische Pianistin und Fotografin († 2002)
- Stanley Hummel, US-amerikanischer Pianist und Musikpädagoge († 2005)
- Jan Kucharski, polnischer Organist und Musikpädagoge († 2002)
- Karl Potansky, aus Österreich stammender deutscher Kapellmeister und Musikdirektor († nach 1945)

## Gestorben

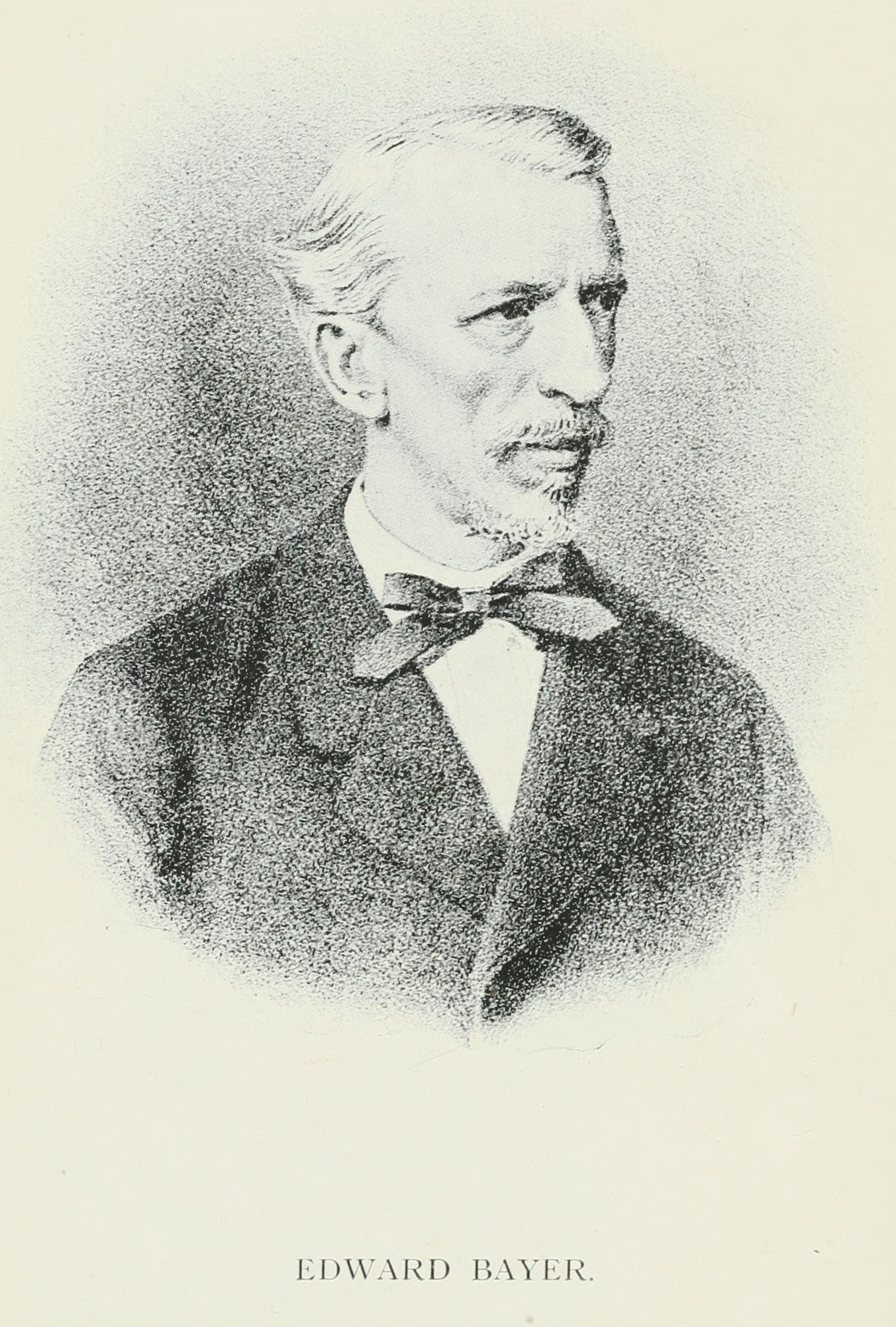
Eduard Bayer; † 23. März

### Todesdatum gesichert
- 03. Februar: Michael Johannes Antonius Lans, niederländischer Komponist, Musikwissenschaftler und katholischer Priester (* 1845)
- 14. Februar: George Jean Pfeiffer, französischer Komponist, Pianist und Musikkritiker (* 1835)
- 17. Februar: John Brinsmead, britischer Klavierbauer (* 1814)
- 03. März: Jakob Geis, bayerischer Volkssänger (* 1840)
- 23. März: Luis Felipe Arias, guatemaltekischer Pianist und Komponist (* 1876)
- 23. März: Eduard Bayer, deutscher Gitarrist, Mandolinist, Zitherspieler und Komponist (* 1822)
- 24. April: Georg Münzer, deutscher Musikwissenschaftler (* 1866)
- 12. Mai: Melesio Morales, mexikanischer Komponist (* 1838)
- 17. Mai: Jakob Blumenthal, deutscher Pianist und Komponist (* 1829)

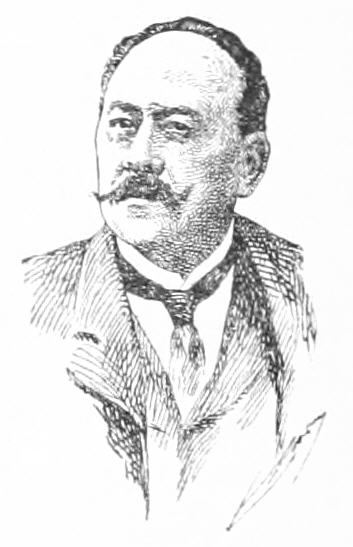
Louis Varney; † 20. August

- 29. Mai: Alexander Wilhelm Gottschalg, thüringischer Kantor, Organist und Komponist (* 1827)
- 05. Juni: Luca Fumagalli, italienischer Pianist, Komponist und Musikpädagoge (* 1837)
- 08. Juni: Johan Lindegren, schwedischer Komponist, Kirchenmusiker, Musikpädagoge und -theoretiker (* 1842)
- 13. Juni: Tom Wiggins, US-amerikanischer Musiker und Komponist (* 1849)
- 15. Juni: Vojtěch Hřímalý, tschechischer Komponist, Dirigent und Geiger (* 1842)
- 18. Juni: Emil Vogel, deutscher Musikwissenschaftler (* 1859)
- 21. Juni: Nikolai Rimski-Korsakow, russischer Komponist, Dirigent und Musikpädagoge (* 1844)
- 14. Juli: William Mason, US-amerikanischer Komponist (* 1829)
- 18. Juli: Bertha von Brukenthal, österreichische Komponistin (* 1846)
- 23. Juli: Dmitri Alexandrowitsch Agrenew-Slawjanski, russischer Sänger und Chorleiter (* 1834)
- 27. Juli: Paul Homeyer, deutscher Organist (* 1853)

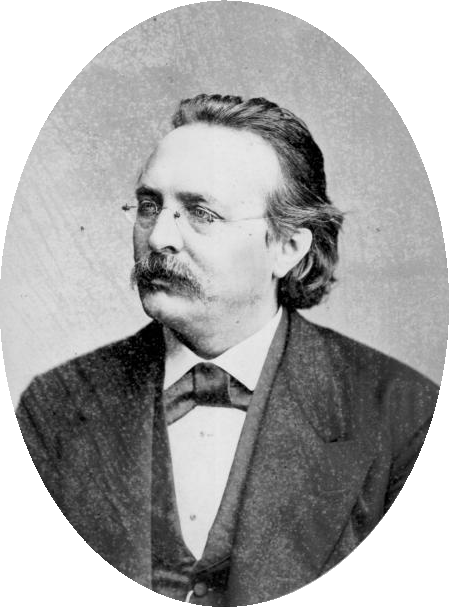
Edmund Kretschmer; † 13. September

- 20. August: Gustav Ipavec, slowenischer Komponist (* 1831)
- 20. August: Louis Varney, französischer Operettenkomponist (* 1844)
- 25. August: Miguel Tornquist, argentinischer Pianist und Komponist (* 1873)
- 28. August: Heinrich van Eyken, deutscher Komponist und Musikpädagoge (* 1861)
- 11. September: Otto Lob, deutsch-amerikanischer Dirigent und Komponist (* 1834)
- 12. September: Friedrich Fischbach, deutscher Dessinateur, Ornamentist und Lithograf sowie Lyriker und Librettist (* 1839)
- 13. September: Edmund Kretschmer, deutscher Komponist (* 1830)
- 20. September: Pablo de Sarasate, spanischer Geiger und Komponist (* 1844)
- 22. November: Claude Paul Taffanel, französischer Flötist und Komponist (* 1844)
- 27. November: Leo Kofler, österreichischer Organist und Gesangslehrer sowie Begründer der Atemtherapie (* 1827)
- 20. Dezember: Benjamin Ipavec, slowenischer Komponist (* 1829)

### Genaues Todesdatum unbekannt
- Sofija Alexandrowna Malosjomowa, russische Pianistin und Hochschullehrerin (* 1845)